# Paul Scharner
Paul Josef Herbert Scharner (Scheibbs, Austria, 11 de marzo de 1980) es un exfutbolista austriaco que jugaba como defensa o centrocampista defensivo.

## Biografía

### Austria y Noruega
Scharner comenzó jugando para el Austria Viena, desde 1998 hasta 2004, disputó 84 partidos, fichando ese año por el Red Bull Salzburgo, aunque solo estaría una sola temporada en el club de Salzburgo, saliendo ese mismo año para el extranjero fichando por el SK Brann noruego, allí permanecería dos años, hasta dar el salto a una gran liga europea en 2006, fichando por el Wigan Athletic de la Premier League.

### Inglaterra
Scharner fichó por el Wigan en diciembre de 2005 por 3,5 millones de euros. Ya en su primer partido marcó un gol contra el Arsenal FC en la Carling Cup.
En agosto de 2009, Scharner marcó su primer gol en liga contra el Everton FC. Tras perder 5-0 contra el Manchester United, el entrenador Roberto Martínez decidió poner a Scharner como mediapunta. En abril de 2010, Scharner anunció su decisión de abandonar el club a final de temporada.
El 30 de agosto de 2010, Scharner fichó libre por el West Bromwich Albion, recién ascendido a la Premier League. El entrenador del West Brom anunció que preferiría usar a Scharner como centrocampista que como defensa.
Al término de la temporada 11-12 Paul Scharner decidió no renovar con el club por lo que se convirtió en agente libre.

## Trayectoria
| Club                         | País       | Año       |
| ---------------------------- | ---------- | --------- |
| Austria de Viena             | Austria    | 1998-2004 |
| SC Untersiebenbrunn (cedido) | Austria    | 2001      |
| SV Salzburgo                 | Austria    | 2004      |
| SK Brann                     | Noruega    | 2004-2005 |
| Wigan Athletic               | Inglaterra | 2005-2010 |
| West Bromwich Albion         | Inglaterra | 2010-2012 |
| Hamburgo S.V.                | Alemania   | 2012-2013 |
| Wigan Athletic (cedido)      | Inglaterra | 2013      |
| SC Melk                      | Austria    | 2019      |

## Palmarés
Austria Viena
- Bundesliga: 2002-03
- Copa de Austria: 2003

SK Brann
- Copa de Noruega: 2004

Wigan Athletic
- FA Cup: 2012-13